# 林結愛
林 結愛（はやし ゆあ、1998年5月7日 - ）は、日本の元女子プロレスラー。東京都足立区出身。身長160cm、体重59kg。JWP女子プロレスに所属していた。

## 所属
- JWP（2014年〜2016年）

## 来歴・戦歴
小学生の頃から日向あずみに憧れ、日向の引退試合を観戦した際にコマンド・ボリショイから勧められJWP主催のプロレス教室に通いプロレスラーを目指す。
2013年
- 11月17日、JWP新人オーディション合格[2]。

2014年
- 2月11日、プロテスト合格[3]。
- 3月23日、道場マッチでコマンド・ボリショイとエキシビション[4]。
- 4月20日、後楽園ホール大会にて対藤ヶ崎矢子戦でデビュー、2分52秒に腕ひしぎ十字固めで勝利[5]。

この試合の模様は5月1日にTBS「Nスタ」の特集として放送されることになった。
- 6月25日、レッスル武闘館で行われた「青春・無限大パワー!!」にて夏すみれ（WAVE）と組み、Sareee（ディアナ）&弓李（アイスリボン）組と対戦、弓李から膝十字固めで勝利[7]。
- 8月14日、アイスリボン主催「Teens&ジュニア夏祭り」にてフェアリー日本橋（OSAKA女子）&神田愛実（世界プロレス協会）と組み、つくし（当初はあきば栞の予定だった）&林小雪（信州ガールズ）&日向小陽と対戦、フェアリーがでんでんクラッチで日向からフォールして勝利[8]。
- 9月7日、浅草花やしき大会で須佐えりの本格復帰戦の相手となるが、ハーフハッチで敗れる[9]。

2015年
- 3月、目を負傷したため長期欠場[10]。

2016年
- 6月23日、引退を発表[11]。

## 得意技
- 二段蹴り
- ビクトル膝十字固め
- スクールボーイ120%

## 舞台
- 学生演劇サミットスカイ座〜誓橋（2014年8月29日 - 31日）[12]